# Fourneaux (Manche)
Fourneaux ist eine französische Gemeinde mit 131 Einwohnern (Stand 1. Januar 2022) im Département Manche in der Region Normandie. Sie gehört zum Kanton Condé-sur-Vire und zum Arrondissement Saint-Lô. 
Sie grenzt im Norden an Domjean, im Osten an Beuvrigny und im Süden und im Westen an Tessy-Bocage mit Pont-Farcy und Tessy-sur-Vire.

## Bevölkerungsentwicklung
| Jahr      | 1962 | 1968 | 1975 | 1982 | 1990 | 1999 | 2008 | 2018 |
| --------- | ---- | ---- | ---- | ---- | ---- | ---- | ---- | ---- |
| Einwohner | 127  | 119  | 114  | 99   | 98   | 90   | 83   | 138  |

## Sehenswürdigkeiten

Kirche Saint-Jean-Baptiste

- Kirche Saint-Jean-Baptiste